# Naval Station San Diego

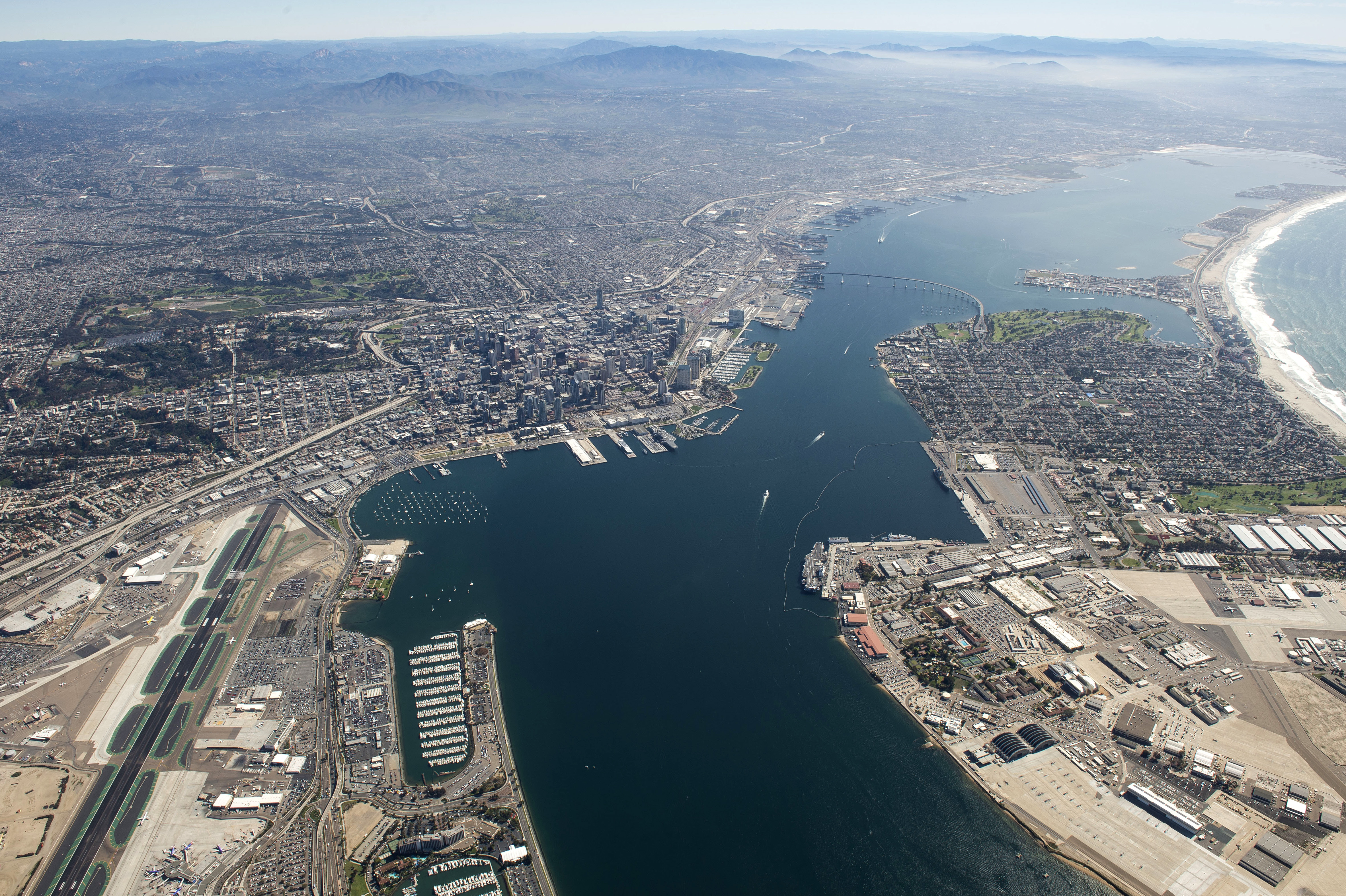
Luchtfoto van Naval Base San Diego in februari 2015.

Naval Base San Diego, gelegen in San Diego, Californië, is een basis van de Amerikaanse marine. Het is de op een na grootste marinebasis ter wereld voor oppervlakteschepen. De basis fungeert als belangrijkste thuishaven voor de United States Pacific Fleet, die bestaat uit meer dan 50 schepen en ruim 150 huurcommando's. Naval Base San Diego beslaat 650 hectare land en 132 hectare water, verdeeld over 13 aanlegsteigers. Op de basis werken meer dan 24.000 militairen en meer dan 10.000 burgers.

## Geschiedenis
Naval Base San Diego ontstond op grond die in 1918 werd gebruikt door de Emergency Fleet Corporation voor de bouw van betonnen schepen. Na het einde van de Eerste Wereldoorlog verloor het bedrijf winst en gaf het de grond terug aan de stad San Diego. De marine greep de kans en nam het terrein in 1921 officieel over. 
In 1922 werd de basis opgericht als de U.S. Destroyer Base en groeide snel, vooral tijdens de Tweede Wereldoorlog, toen het duizenden schepen repareerde en uitbreidde met onder meer drijvende droogdokken. Na de oorlog werd de basis heringericht voor logistieke ondersteuning en in 1946 hernoemd tot Naval Station San Diego. In de jaren 1990, na sluiting van de Long Beach Naval Shipyard, werd het de belangrijkste thuishaven van de Pacific Fleet en kreeg het zijn huidige naam: Naval Base San Diego.

## Overzicht van operaties en faciliteiten

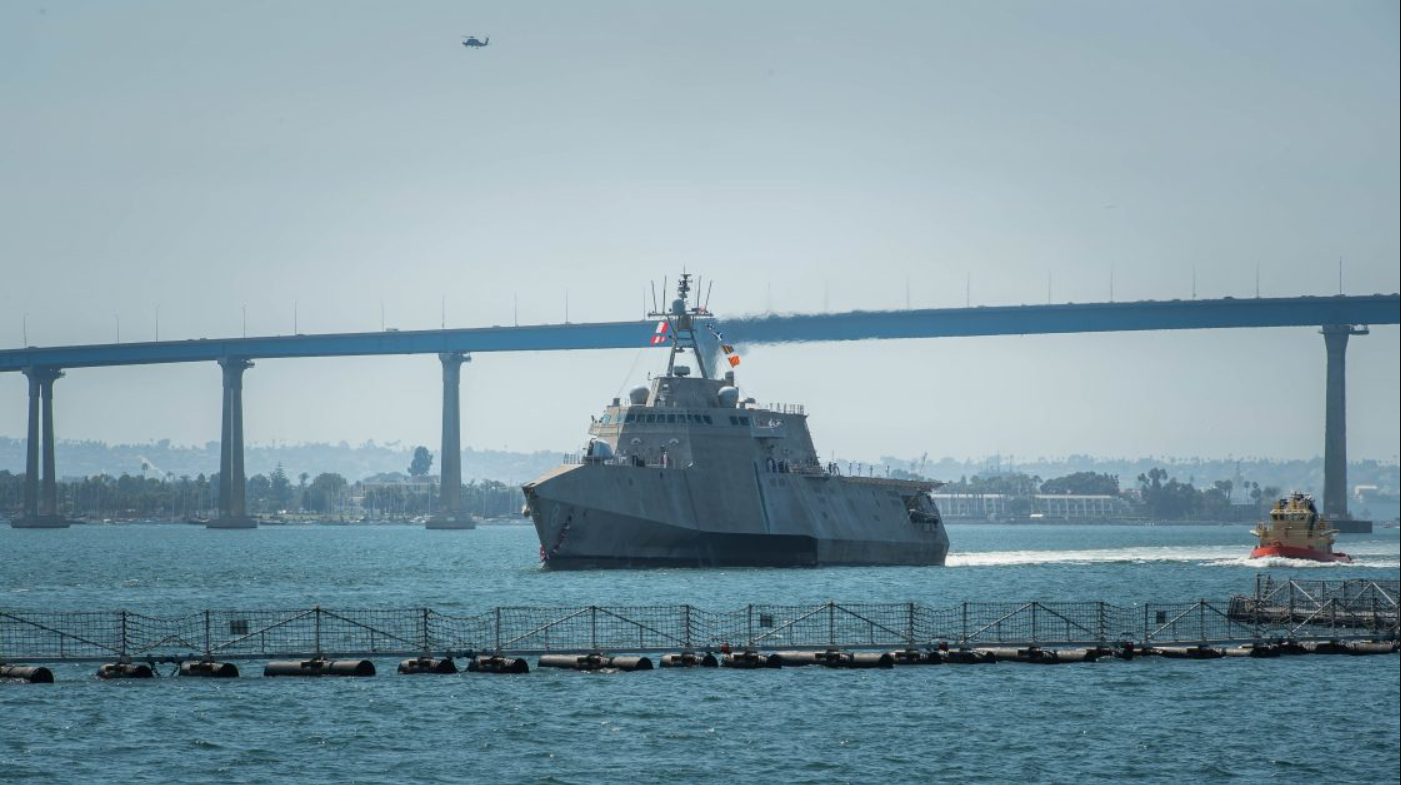
De USS Montgomery (LCS-8) arriveert op Naval Base San Diego, met de Coronado-brug zichtbaar op de achtergrond.

Naval Base San Diego is de thuishaven voor ongeveer 54 schepen, waaronder 46 van de Amerikaanse marine, twee Littoral Combat Ships, twee U.S. Coast Guard cutters en acht schepen van de Military Sealift Command. De basis huisvest circa 150 verschillende eenheden en biedt werk aan zo’n 26.000 militaire, civiele en contractmedewerkers. Er zijn moderne woonvoorzieningen voor meer dan 4.000 mensen en uitgebreide ondersteunende diensten zoals beveiliging, bevoorrading, gezondheidszorg, kinderopvang en recreatie. De totale waarde van de basis wordt geschat op $4,5 miljard. 
In 2020 leidde een brand op de USS Bonhomme Richard tot de sloop van het schip.

### Bekende schepen met basis op Naval Base San Diego
- USS Essex (LHD-2) – Bekend amfibisch aanvalsschip dat wereldwijd werd ingezet bij humanitaire missies en militaire operaties.
- USS Makin Island (LHD-8) – Eerste hybride aangedreven amfibisch aanvalsschip van de Amerikaanse marine.
- USS Tripoli (LHA-7) – Modern amfibisch aanvalsschip, speciaal ontworpen voor operaties met F-35B-straaljagers.
- USS Zumwalt (DDG-1000) – Revolutionaire stealth destroyer, bekend om zijn futuristische ontwerp en geavanceerde technologieën.
- USNS Mercy (T-AH-19) – Beroemd hospitaalschip, vaak ingezet voor rampenbestrijding en humanitaire hulp wereldwijd.